# Ormeniș, Mureș
Ormeniș (în dialectul săsesc și în germană Irmesch, în maghiară Szászörményes) este un sat în comuna Viișoara din județul Mureș, Transilvania, România.

## Istorie

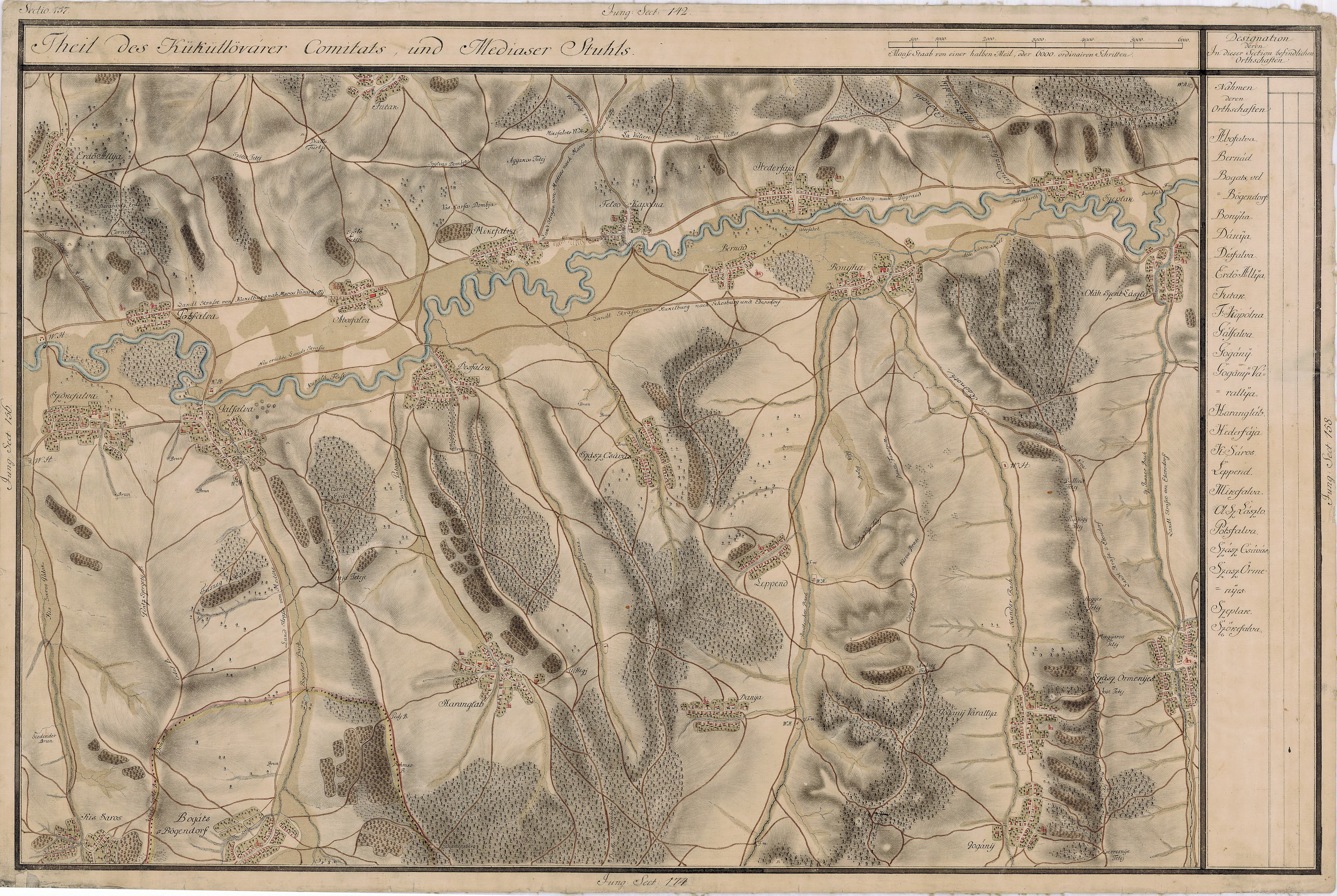
Ormeniș pe Harta Iosefină a Transilvaniei, 1769-73

Localitatea este atestată documentar prima dată în anul 1319 sub numele „Villa Ermen” fiind o proprietate a greavilor Nicolaus și Johann din Tălmaciu. În anul 1374 a fost numită „Eurmenes”, în 1453 „Oerminis”, și în 1700 „Örmenyes”. Pe harta iosefină a Transilvaniei este numită „Szász Örmenÿes”. Greavii Nicolaus și Johann nu au avut urmași de sex masculin, iar satul a ajuns proprietate a unor nobili maghiari. În anul 1893 s-a construit o școală, care mai e și în prezent, dar cursuri nu se mai țin, deoarece este degradată, fiind nevoie de o renovare completă de la fundație până la acoperiș.
Un monument istoric din Ormeniș este biserica evanghelică care datează din secolul al XVI-lea, inițial catolică. Satul a fost locuit de germani, dar aceștia nu mai vin în Ormeniș decât în vizită. Casele din Ormeniș au fost construite după modelul săsesc, care mai există si în prezent.

## Imagini

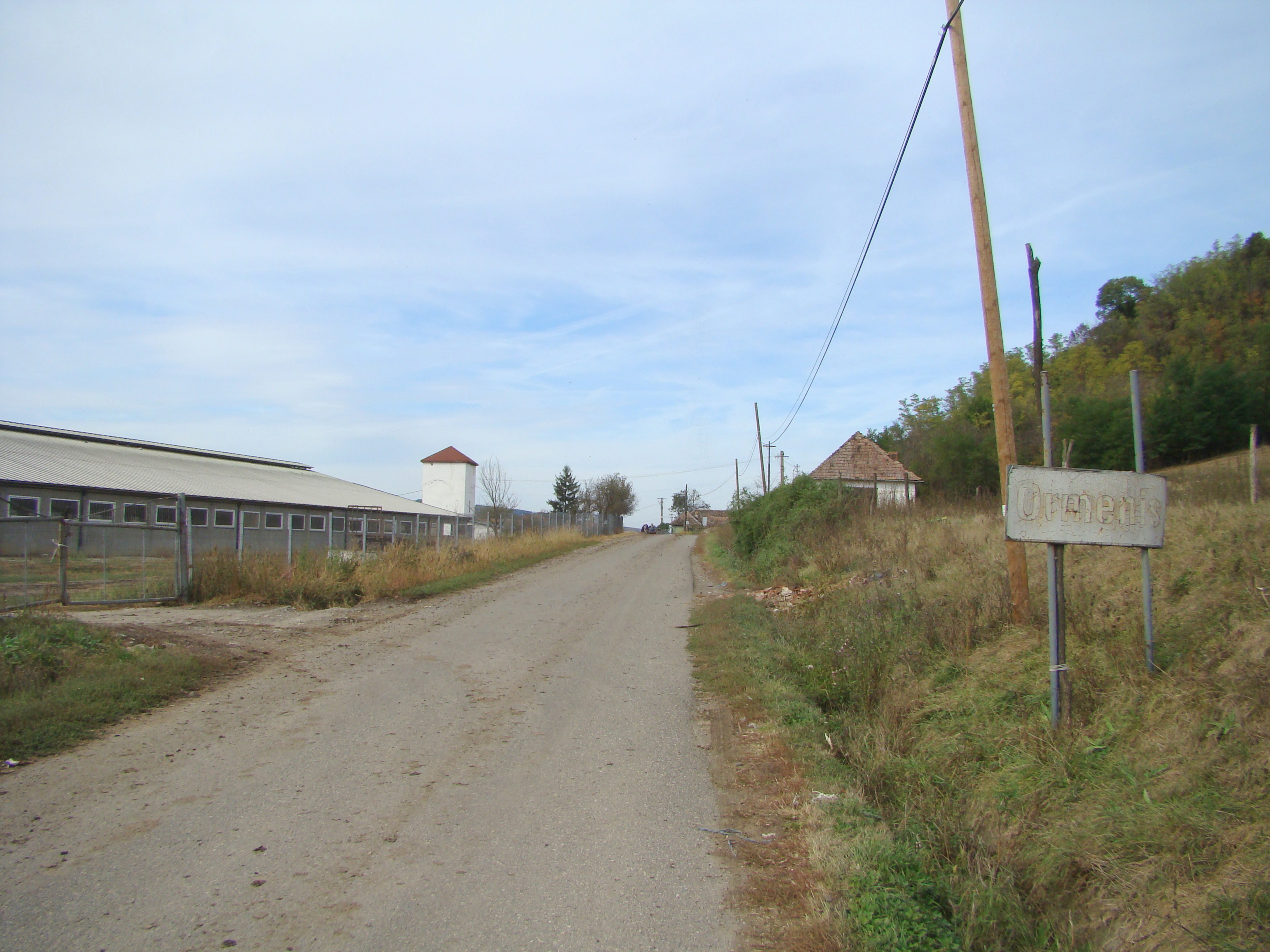
Intrarea în localitate
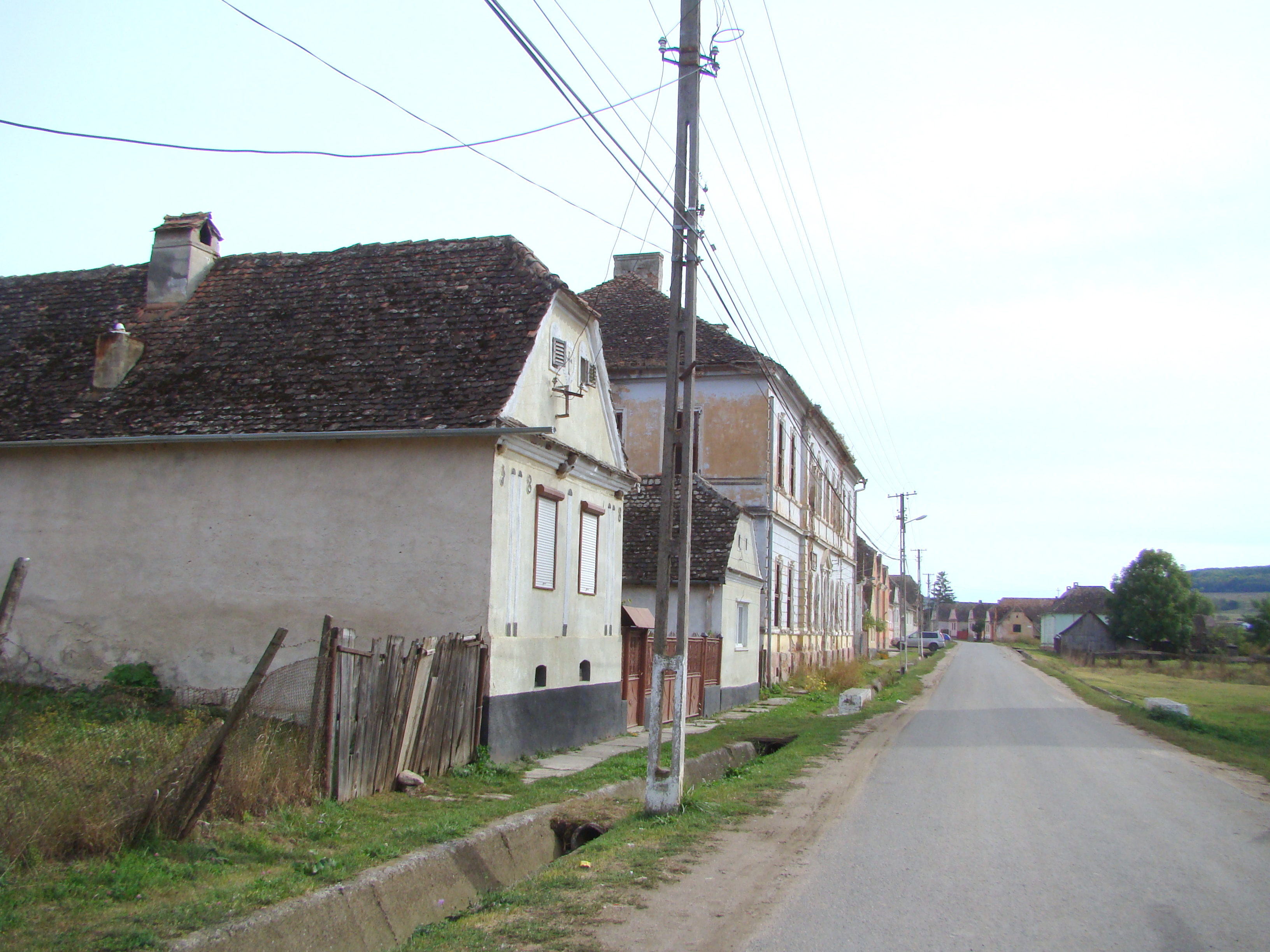
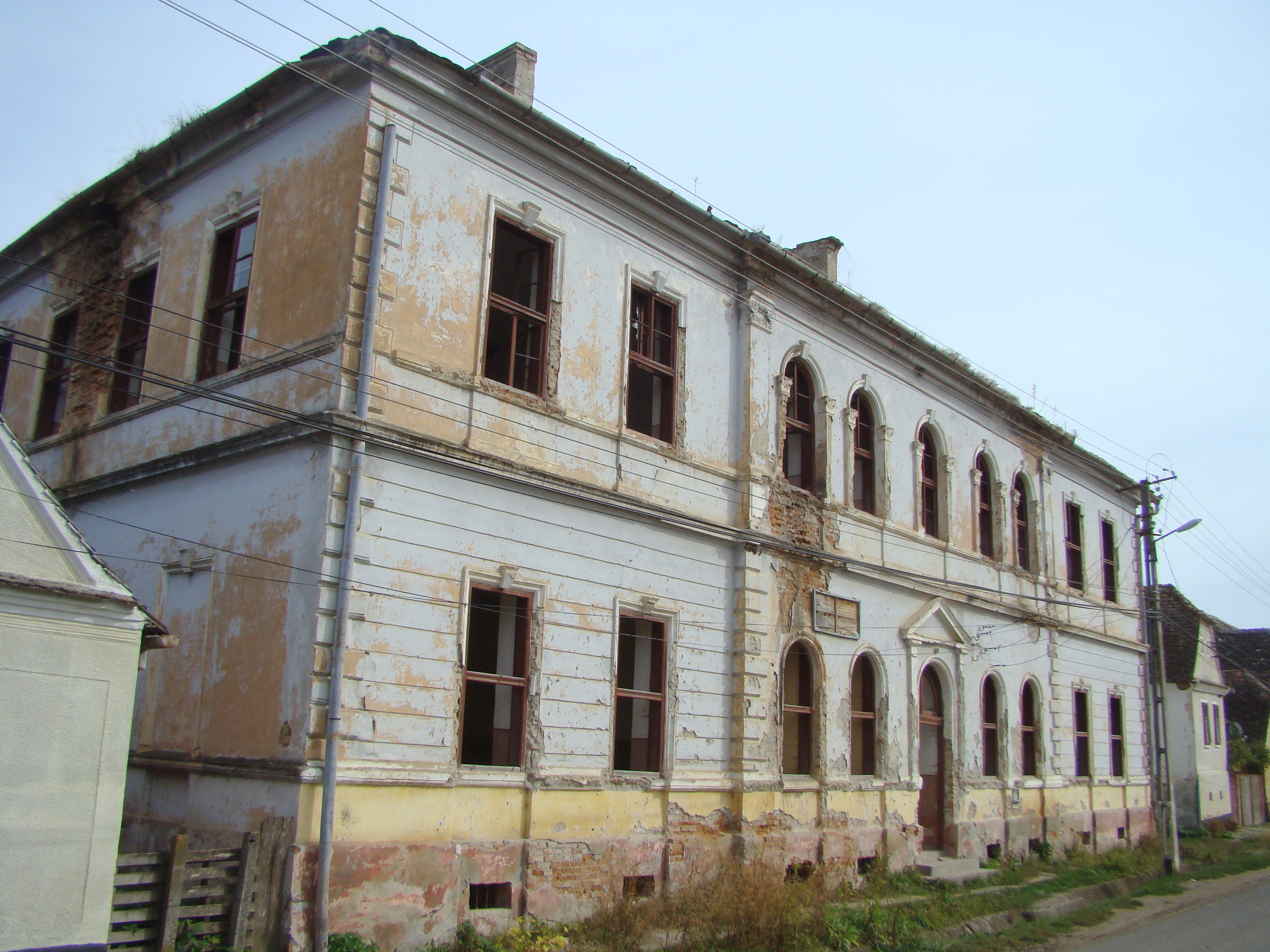
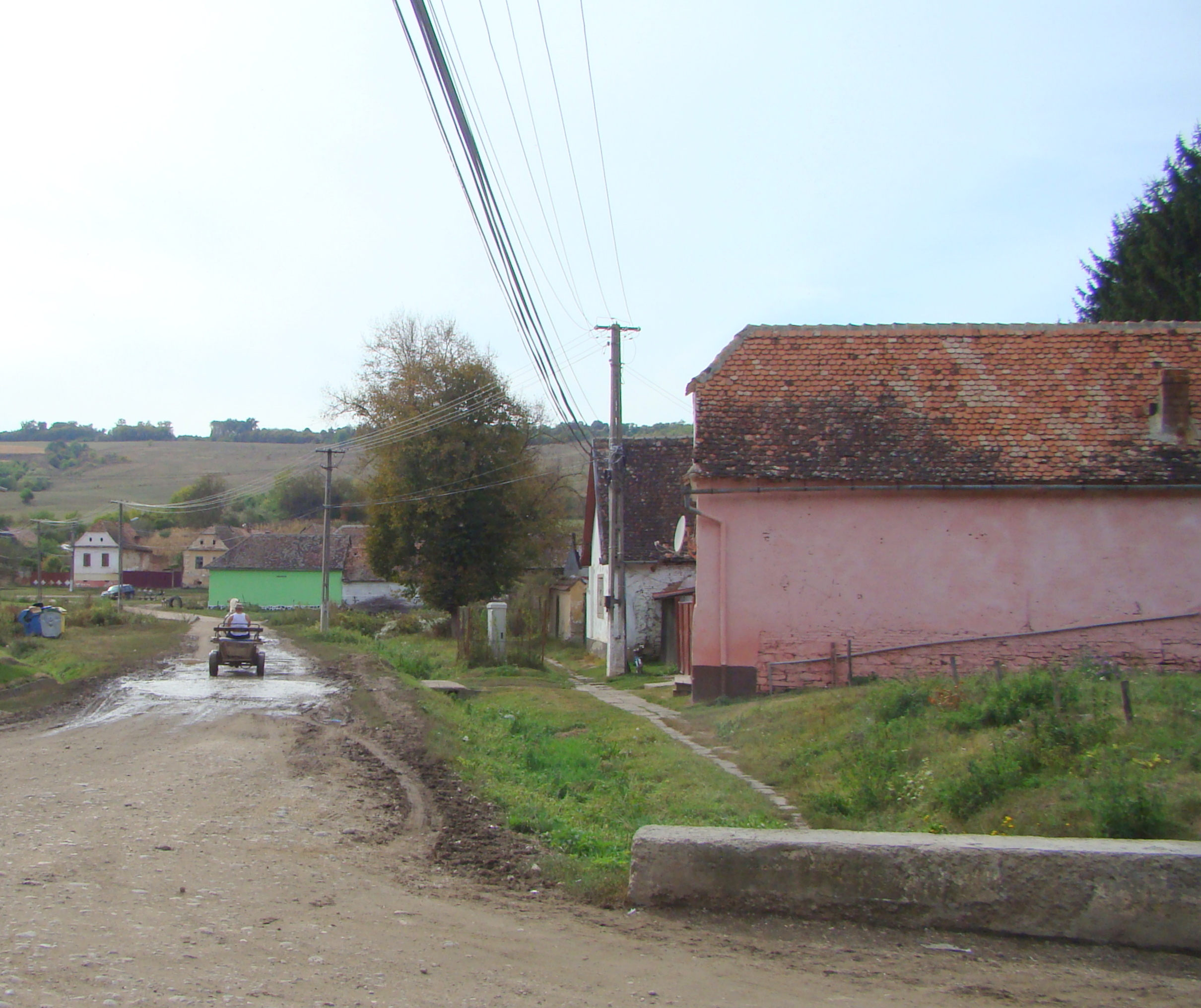
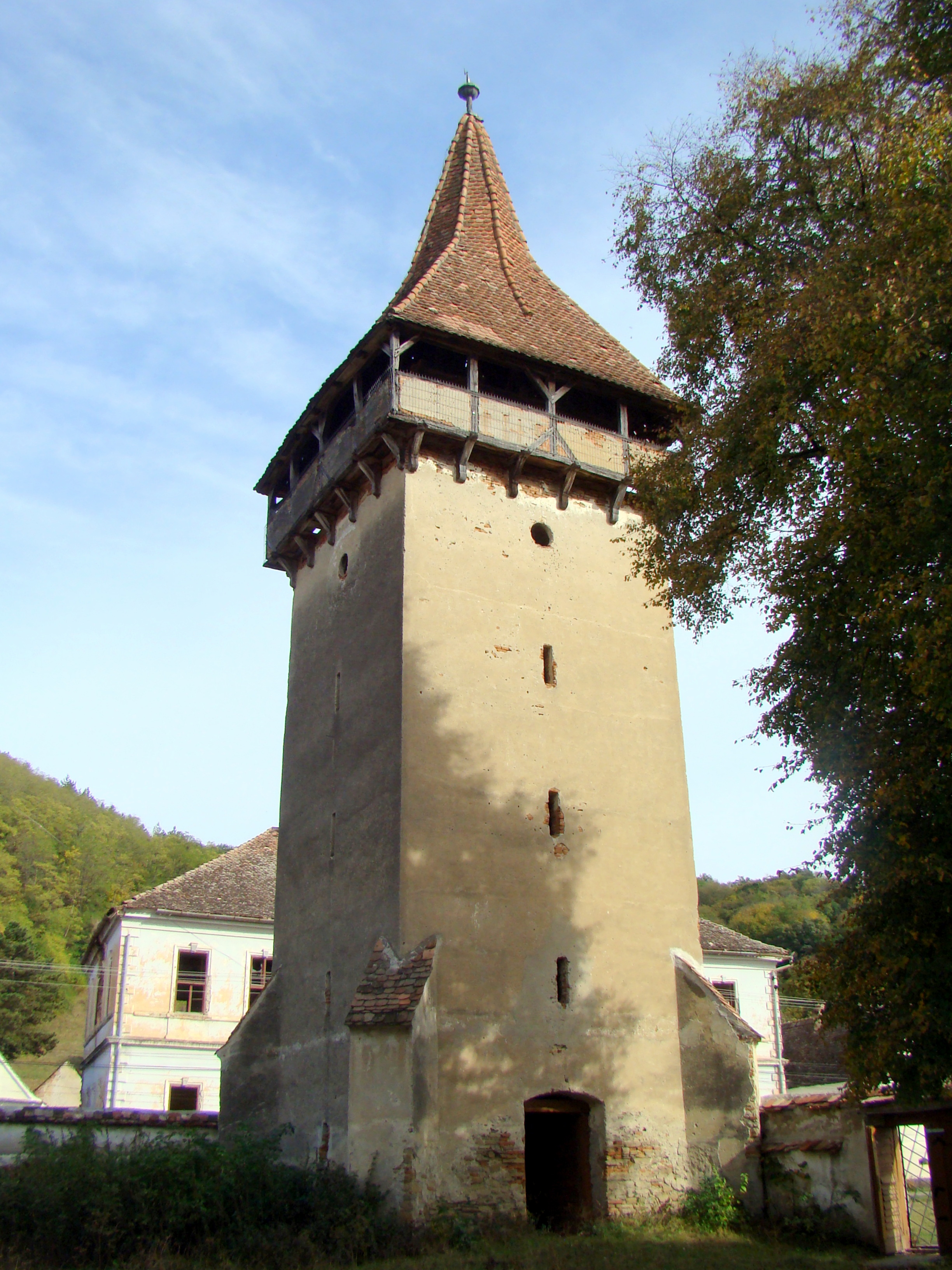
Turnul bisericii evanghelice (monument istoric)
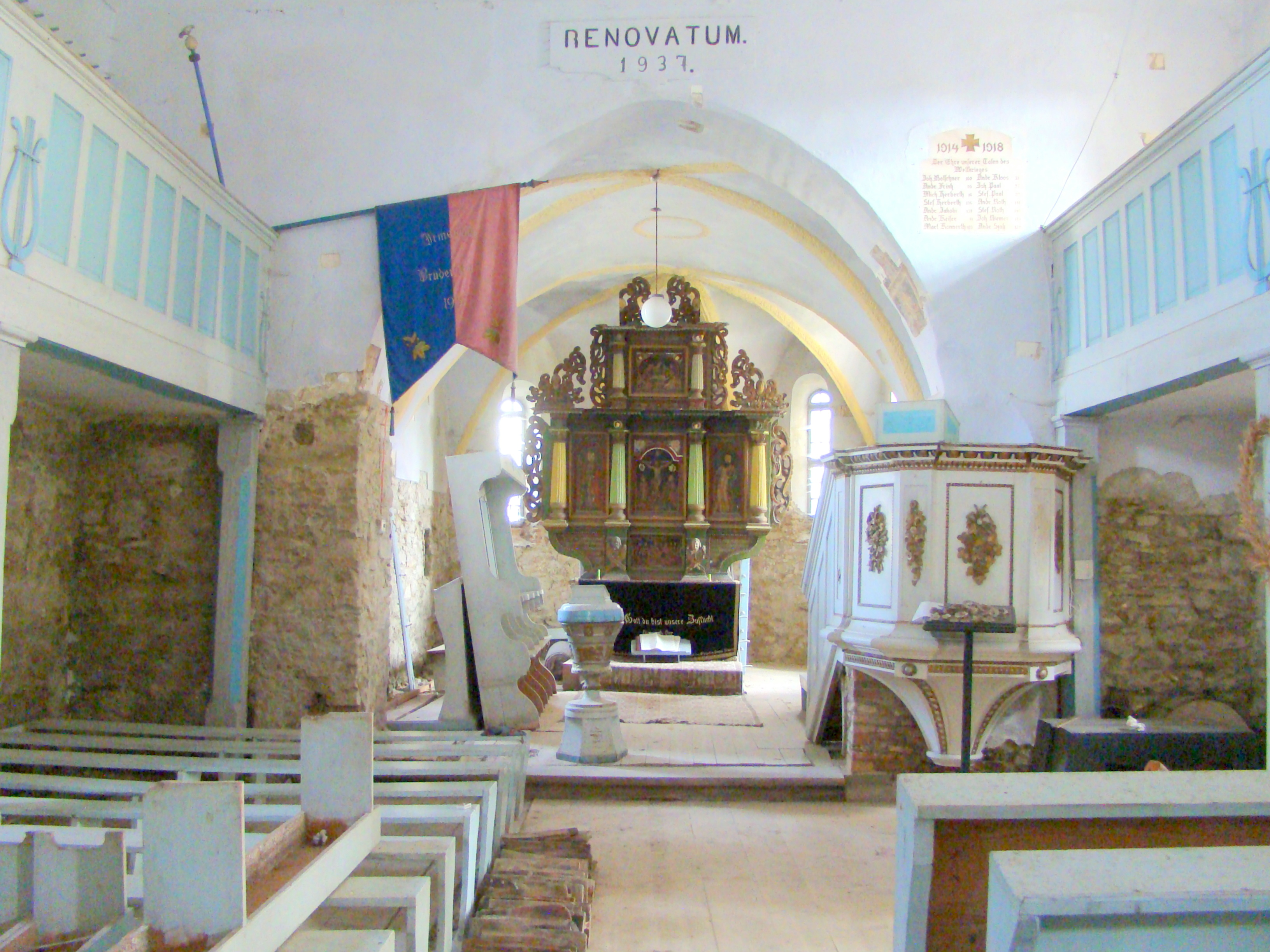
Biserica evanghelică (monument istoric)
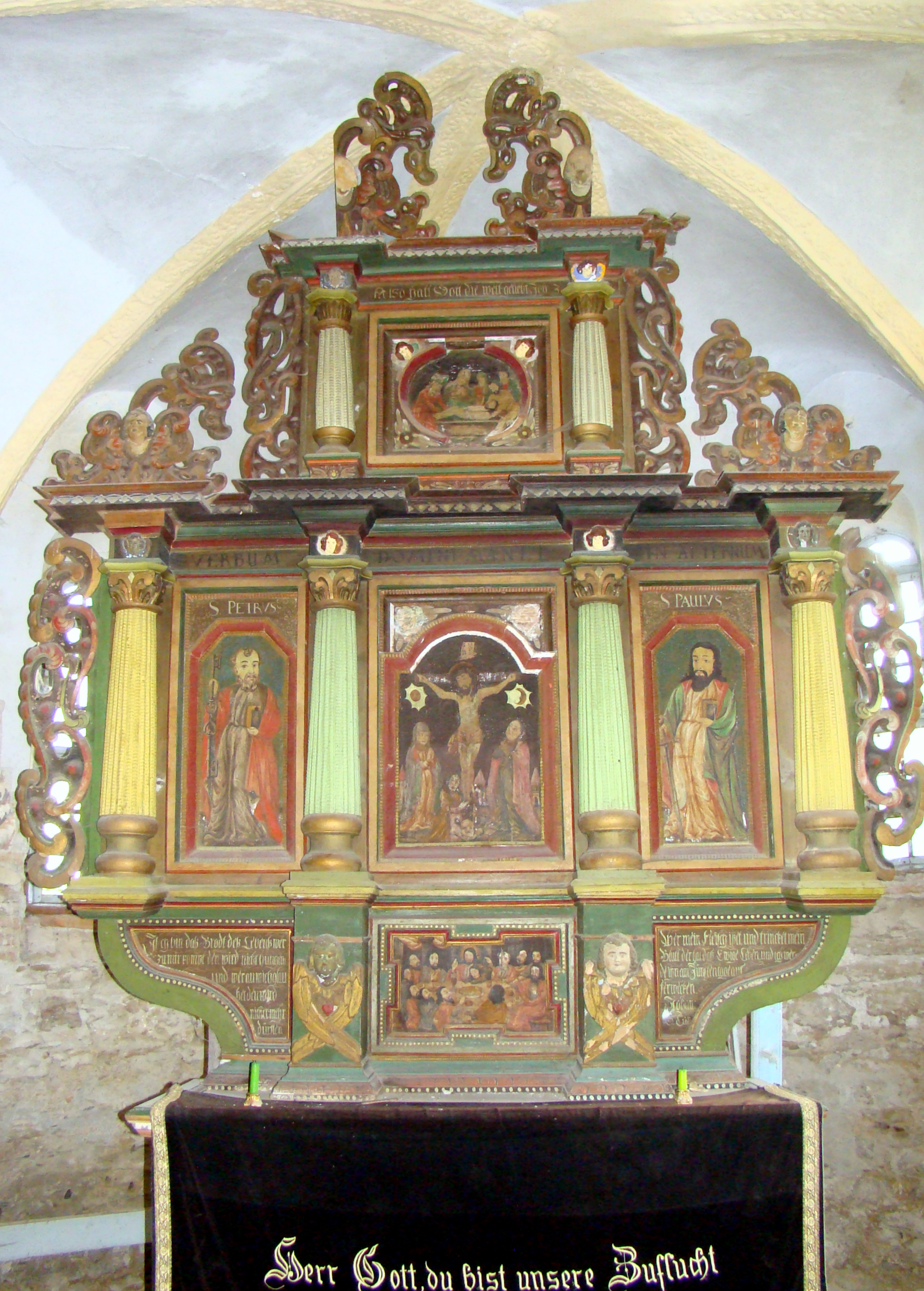
Altarul bisericii evanghelice
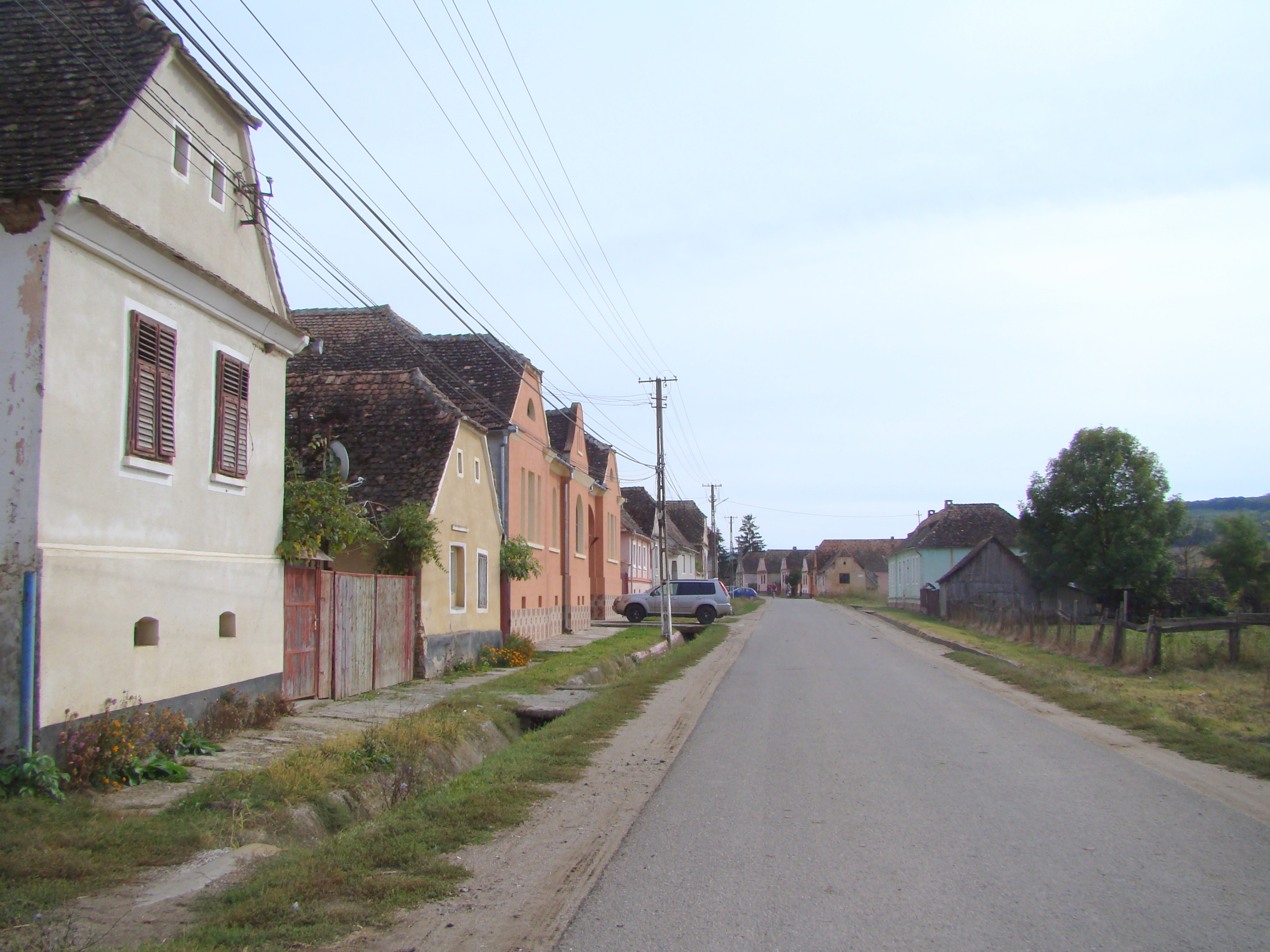
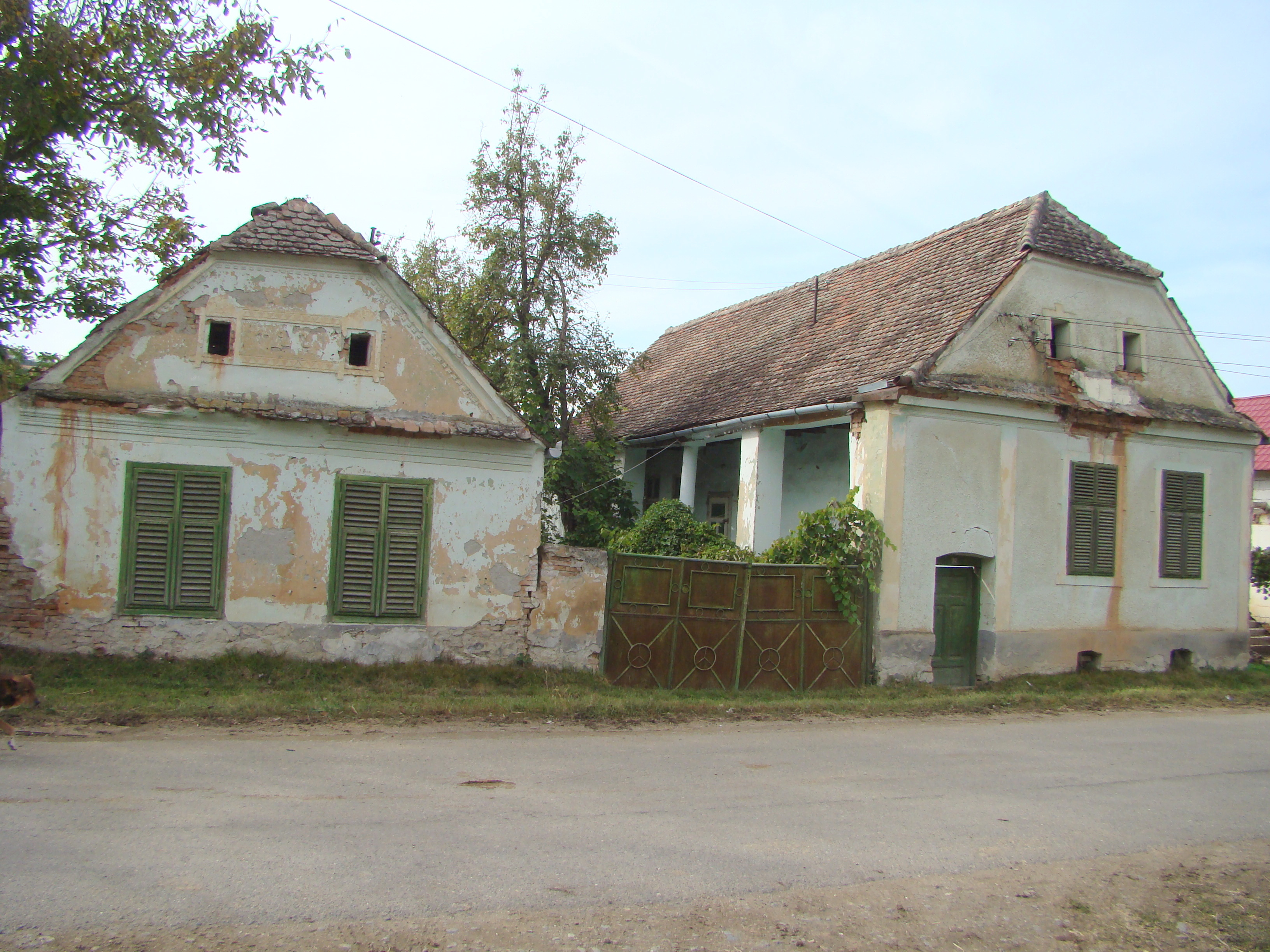
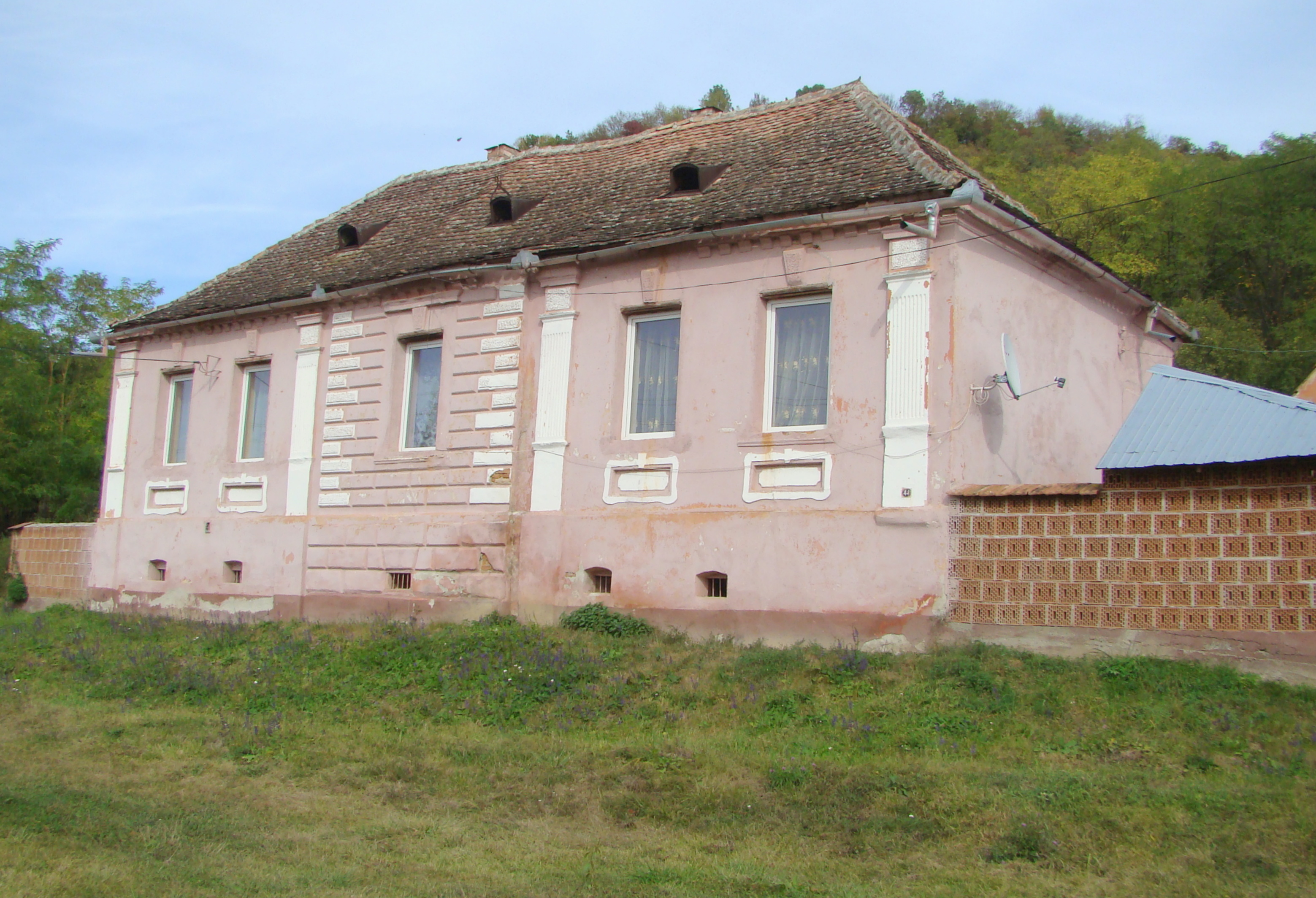
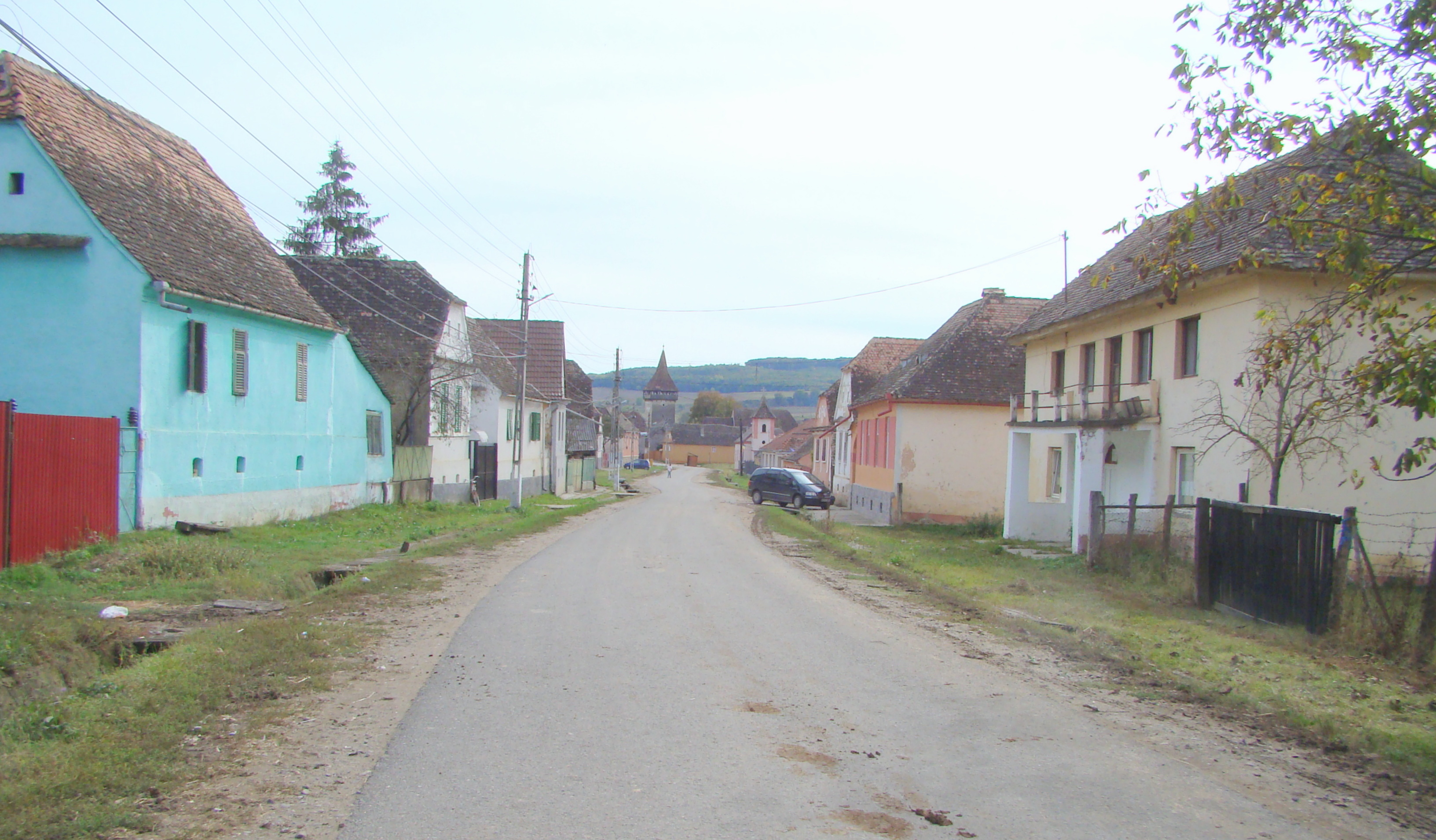
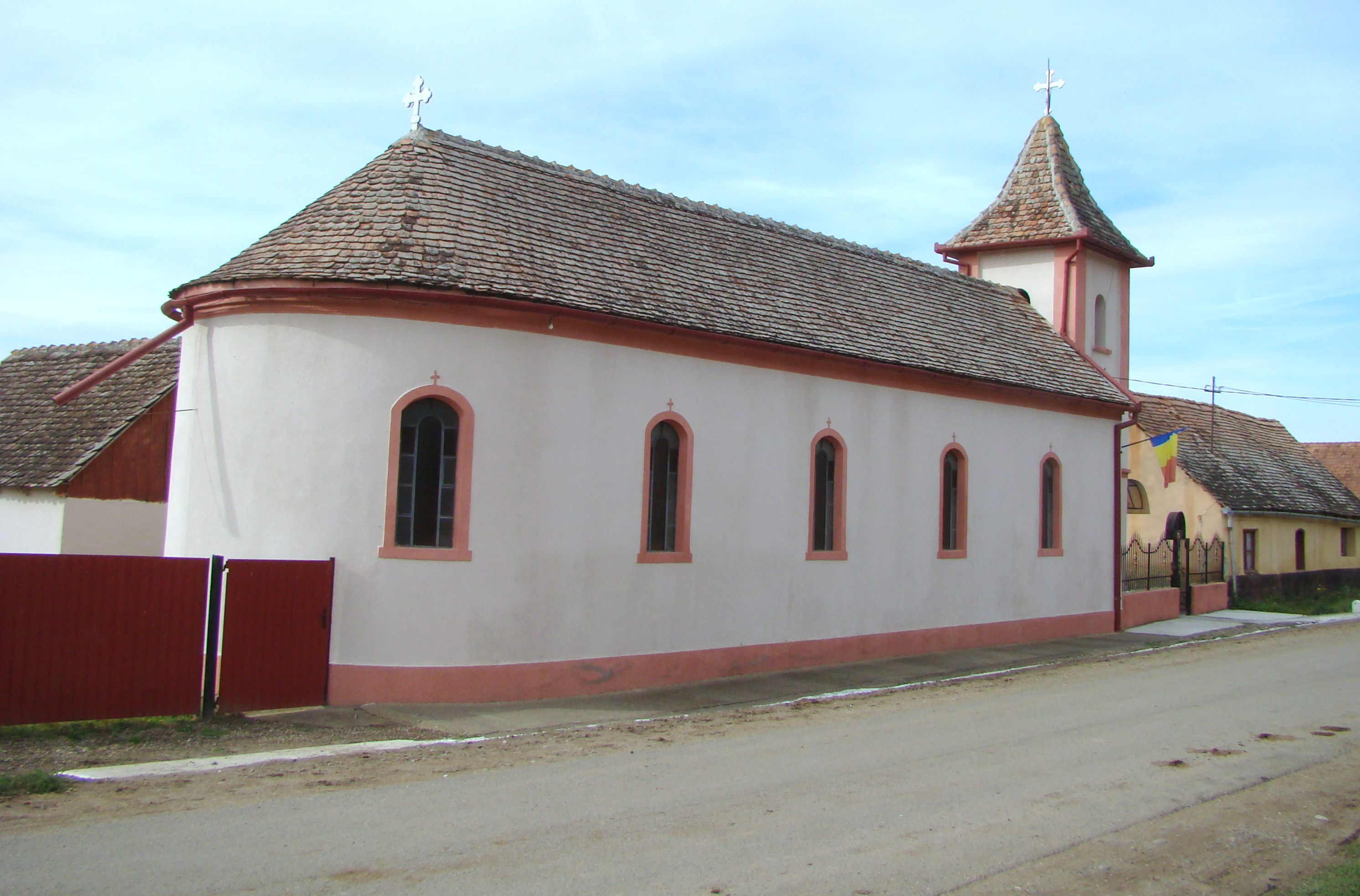
Biserica ortodoxă
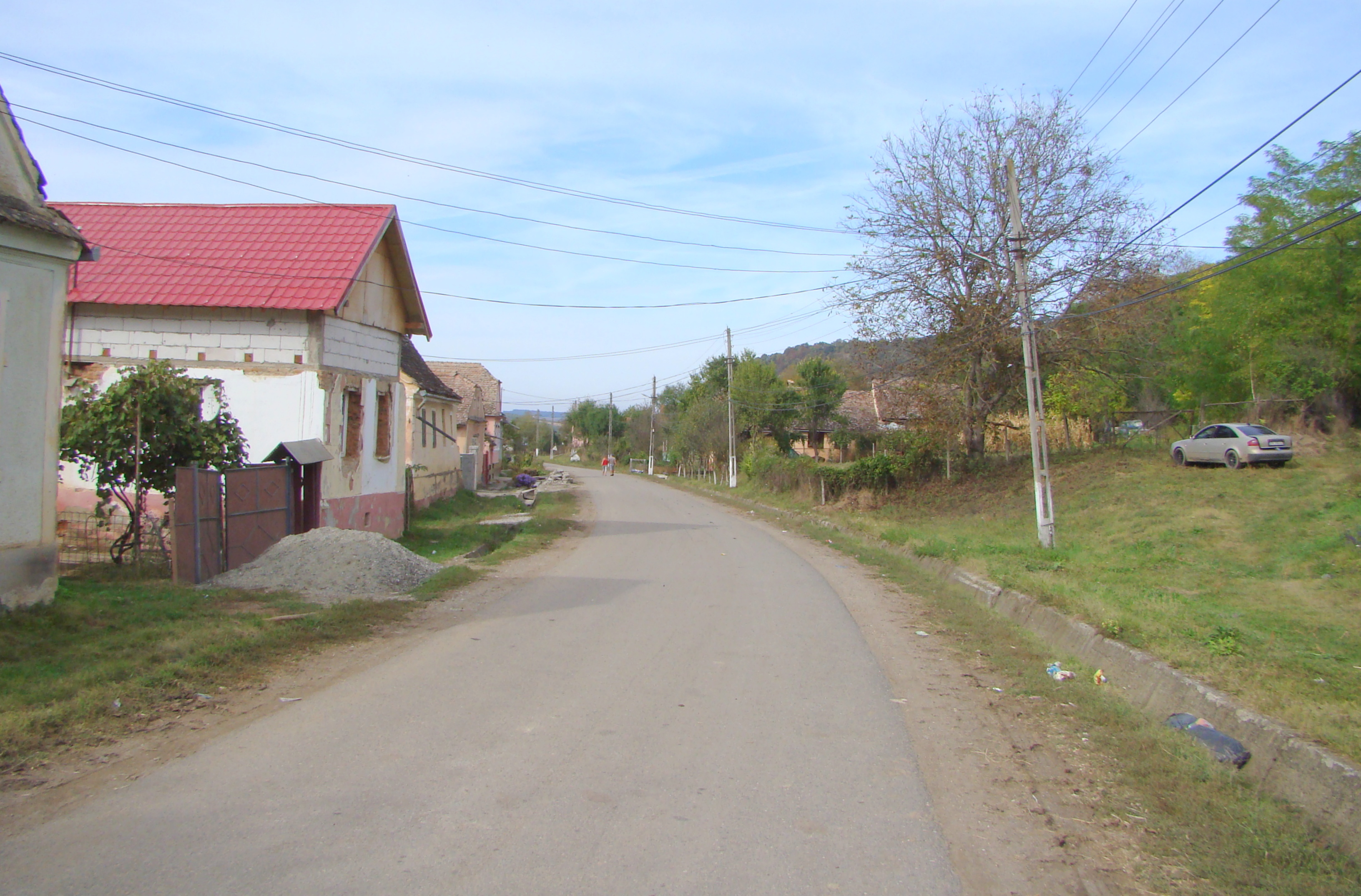
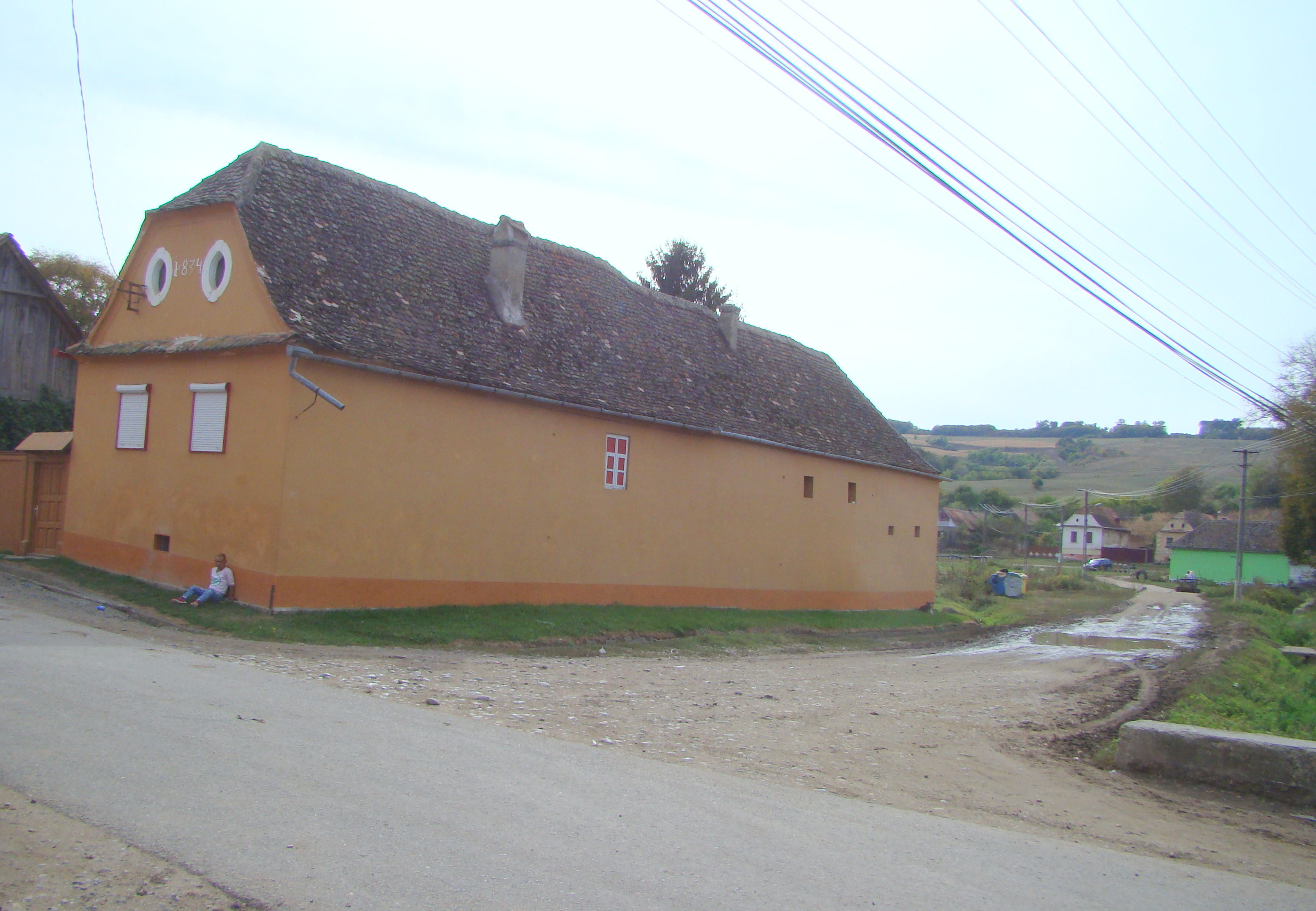
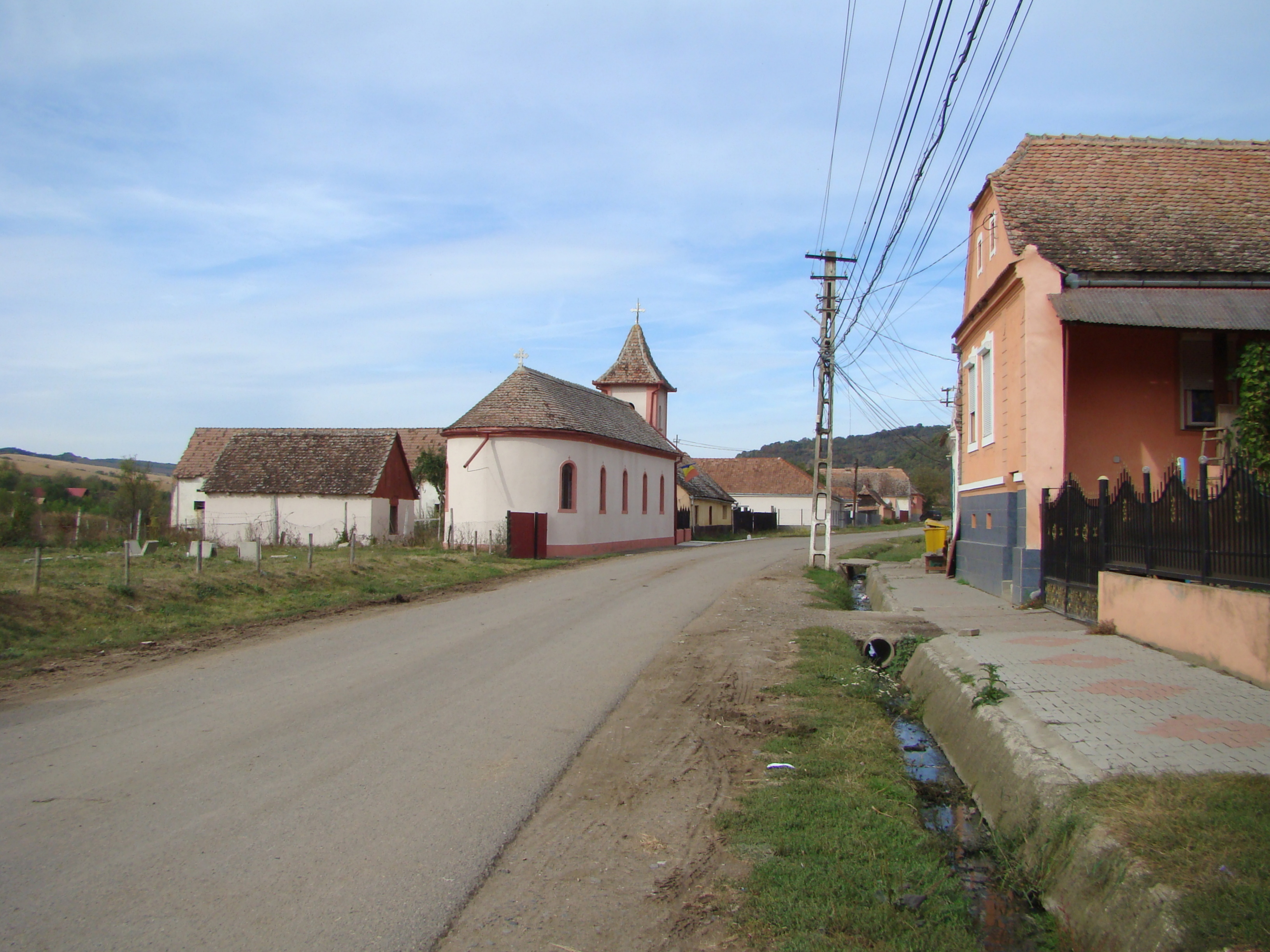
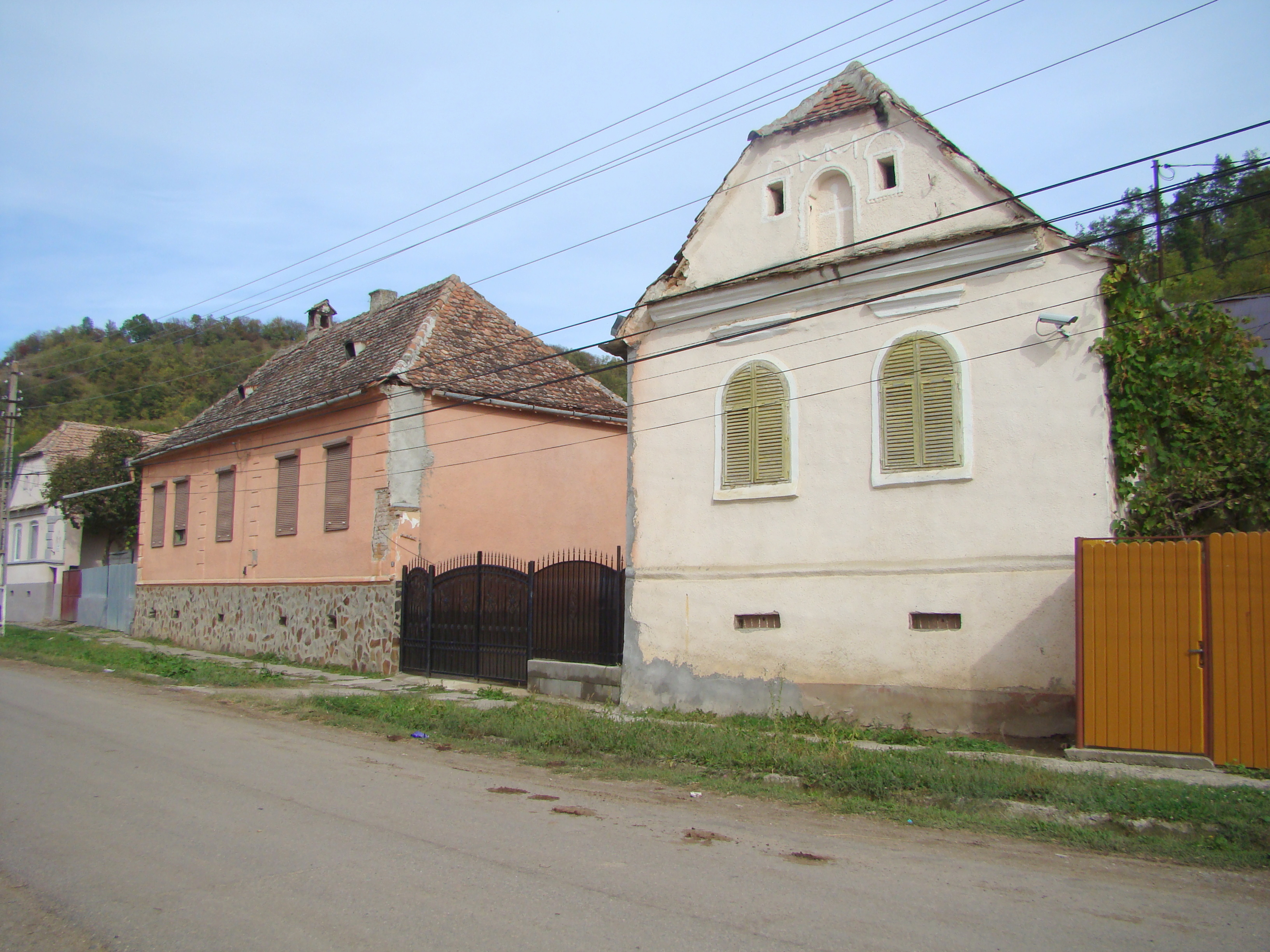